# Iłówiec (województwo wielkopolskie)
Iłówiec – osada w Polsce położona w województwie wielkopolskim, w powiecie śremskim, w gminie Brodnica.
W latach 1975–1998 miejscowość administracyjnie należała do województwa poznańskiego.

## Historia
Wieś położona 6 km na zachód od Brodnicy przy drodze powiatowej nr 2465 z Czempinia do Poznania przez Mosinę oraz przy linii kolejowej Poznań - Wrocław. We wsi znajduje się skrzyżowanie z drogą powiatową nr 4062 do Psarskie przez Brodnicę.
Pierwsza wzmianka o wsi jako własność komesa Wisława herbu Łodzia pochodzi z 1300 roku. Pod koniec XIV wieku właścicielem byli Iłowieccy h. Ostoja. W tym wieku nastąpił również podział wsi na Iłówiec Mały i Iłówiec Kościelny, zwany Wielkim. W 1409 roku we wsi powstała parafia. We wsi istniały kolejno trzy kościoły drewniane, które uległy zniszczeniu. Obecny został wybudowany w latach 1839-1841..
Zabytkami wsi prawnie chronionymi są:
- kościół św. Andrzeja - z 1841 roku, późnoklasycystyczny,
- Zespół pałacowy:
  - pałac w Iłówcu,  eklektyczny z 1866 r. zbudowany na zrębach starego dworu, elewacja naśladuje budynek Opery Berlińskiej, nad wejściem znajduje się dekoracja rzeźbiarska z postaciami kobiet w otoczeniu symboli postępu w rolnictwie, m.in. lokomobily i pługu parowego;
  - park z XIX wieku o powierzchni 12 ha.
- Zespół folwarczny:
  - stajnia koni wyjazdowych z 1911 r.,
  - ośmioboczny kurnik neogotycki z 1910 r.,
  - spichrz z 1890 r.,
  - spichrz z wieżą z 1900 r.,
  - czworak nr 19 z 1899 r.,
  - czworak nr 20 z 1910 r.

W Iłówcu funkcjonuje Szkoła Podstawowa im. Dezyderego Chłapowskiego w budynkach z 1913 i 1946, przy których rośnie pomnik przyrody. Jest nim dąb szypułkowy o obwodzie 660 cm. We wsi znajduje się kapliczka w kształcie ściętej piramidy zakończona krucyfiksem, która ma upamiętniać wizytę Napoleona 16 lipca 1807.

## Demografia
Liczba mieszkańców miejscowości w poszczególnych latach:
| Rok  | Ilość mieszkańców |
| ---- | ----------------- |
| 1988 | 300               |
| 2002 | 410               |
| 2009 | 429               |
| 2011 | 413               |
| 2021 | 394               |